# Syke-Halbierung

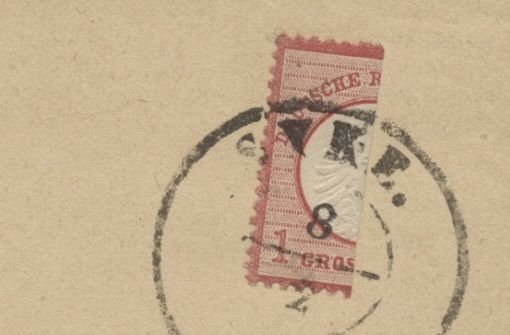
Syke-Halbierung

Die Syke-Halbierung ist eine philatelistische Besonderheit aus dem Jahr 1872/73. Sie wird unter Philatelisten mit bis zu 261.000 € gehandelt.

## Charakterisierung
Bei den Syke-Halbierungen handelt es sich um die Briefmarken zu 1 Groschen, Deutsches Reich mit kleinem oder großem Brustschild, Michel-Katalog Nr. 4 bzw. 19. Im Postamt Syke, in der damaligen Provinz Hannover, ca. 25 km südlich von Bremen gelegen, wurden die Marken längs halbiert, d. h. durchgeschnitten. Sie wurden im Landzustellbezirk zum Frankieren von Dienstpost des Amtes Syke verwendet. Der Michel-Katalog nennt Briefbewertungen bis zu 70.000,– €.
Der Harpstedter Rolf Rohlfs (* 1941, Hof Sürstedt) hat 1982 eine Monografie über die Syke-Halbierungen verfasst und veröffentlicht.
Im Württembergischen Auktionshaus, Stuttgart, wurden in der 99. Auktion am 16./17. März 2007 zwei Syke-Halbierungen für 35.000,– € bzw. 62.000,- € verkauft. Am 24. November 2010 wurde im Auktionshaus Gärtner in Bietigheim-Bissingen eines von noch drei verbliebenen bekannten Exemplaren für € 261.000 versteigert.